# Harpia
Harpia is een monotypisch geslacht van vogels uit de familie van de havikachtigen (Accipitridae). De wetenschappelijke genusnaam van het geslacht is voor het eerst geldig gepubliceerd in 1816 door Louis Jean Pierre Vieillot. De enige soort is:
- Harpia harpyja – Harpij